# Antiguo Casino de Toledo
El edificio del antiguo Casino de la ciudad española de Toledo, cuyo nombre verdadero responde al de Centro de Artistas e Industriales, pertenece a la corriente de eclecticismo que se desarrolla en Europa en el siglo XIX. El arquitecto, Felipe Trigo, conjugó elementos renacentistas, en la configuración y planeamiento de la fachada, y mudéjares, en la utilización del ladrillo. 
La construcción, cuya planta es un cuadrilátero, casi perfecto, cuenta con cuatro plantas y torreón; este último forma esquina achaflanada y acoge la entrada principal. 
Los materiales empleados en el exterior son muy dispares. Se ha utilizado el granito en zócalo, portada, esquinas y elementos decorativos; ladrillo en recercados de huecos, remates y torreón, y mampostería en los lienzos. 
Se pueden diferenciar dos zonas constructivas, atendiendo a la época en que fueron levantadas. La más antigua data de los años 1920 y la más reciente fue construida en los años 1960. 
El cuerpo principal del edificio tiene su fachada a la plaza de la Magdalena. La construcción se asienta sobre un zócalo de granito, que posee varios huecos de ventanas enrejadas para dar luz al semisótano. En el primer cuerpo de esta fachada, observamos tres huecos recercados, formados por pilastras que sostienen arcos de medio punto; la segunda planta presenta cinco balcones, de los cuales los tres centrales poseen barandilla corrida. Tales como balcones con adintelados, excepto el del medio, que presenta un arco apuntado, enmarcado en piedra, y sobre él, el escudo de la ciudad, flanqueado por semipilastras. La tercera planta está compuesta por ventanales, separados por pilastras, sobre los que descansan arcos de medio punto. Están divididos en dos sectores de tres huecos cada uno. A continuación aparece la cornisa, precedida de una decoración a base de ladrillo, e interrumpida por la prolongación de un frontón central que comienza en el piso inferior. La cornisa, también realizada en ladrillo, es sostenida por ménsulas en ladrillo aplantillado. La fachada orientada al callejón del Lucio presenta un esquema compositivo semejante. La unión de ambas fachadas propicia un chaflán en torre, que se divide en cinco cuerpos. El acceso se realiza a través de un gran portalón de arco de medio punto, compuesto por dovelas acodadas, sobre las cuales se abre una ventana con reja. La puerta presenta una escalinata y cerramiento con verja de hierro. 
En el interior haycon un amplio recibidor, con puerta al frente, de acceso al piso inferior mediante escalones descendentes y, a ambos lados, doble escalinata que conduce al segundo piso. 
Los sillares, ladrillo y verjas presentaban impactos de bala de los combates que se produjeron en Toledo durante la guerra civil, visibles hasta antes de su restauración al menos.